# SDSS 010448.46+153501.8
SDSS J010448.46+153501.8 (abrégé en SDSS J0104+1535) est une naine brune située à 750 années-lumière de la Terre dans la constellation des Poissons.
Dans une publication parue en mars 2017, elle est qualifiée d'objet substellaire le plus massif connu, environ 90 fois plus lourde que Jupiter, mais aussi le plus « pur » puisqu'elle est contient 250 fois moins de métaux (tout ce qui est plus lourd que l'hydrogène et l'hélium) que le Soleil et qu'elle est donc constituée à plus de 99,99 % d'hydrogène et d'hélium. La masse de SDSS J010448.46+153501.8 est estimée à 0,086 ± 0,0015 masse solaire, soit 90,1 ± 1,6 masses de Jupiter, ce qui est juste en dessous de la masse minimale pour la fusion de l'hydrogène à [Fe/H] = –2.4 (soit 1/250 de la métallicité du Soleil), laquelle est estimée à ∼0,088 masse solaire, soit 92,2 masses de Jupiter, selon les modèles d'évolution.
SDSS J0104+1535 est classée comme « ultra-sous-naine » (donc, une sous-naine très pauvre en métaux) de type spectral L1.5 ± 0.5, en abrégé usdL1.5 ± 0.5 (« usd » pour l'anglais ultrasubdwarf).